# 1255

## Догађаји
- 25. фебруар – Битка код Монтебруна: Гвелфске снаге под командом Томе II Савојског нападају гибелинску територију Асти (која се налази у региону Пијемонт), али га поражава астиђанска војска, коју предводи Вилијам VII, код Гарзиљане (Северна Италија). Тома се повлачи и склони се у Торино; међутим, касније га заробљавају гибелини.
- Мај – Вилијам Рубрук из Цариграда враћа се на Кипар са свог мисионарског путовања да би преобратио Монголе из централне и источне Азије; његови напори су били неуспешни.
- Цар Теодор II Ласкарис, који је у егзилу у Никејском царству, покреће војну кампању како би повратио Тракију од Бугара и Срба.
- Краљ Афонсо III од Португала премешта своју резиденцију и краљевски двор из Лисабона у Коимбру, која постаје главни град Португала.
- Тевтонски витезови у Пруској оснивају Кенигсберг (данашњи Калињинград) и називају га у част краља Отокара II од Бохемије.
- Земље Куће Насау подељене су између браће Валрама II и Отона I, да би се поново ујединиле тек 1806. године.
- Јун – Битка код Брин Дервина: Луелин ап Грифид побеђује своја два брата Дафида ап Грифида и Овајна Гоха ап Грифида, да би постао једини владар северног Велса. Дафид и Овајн су обојица затворени.
- Август – Након смрти Малог Светог Ига, у случају крвне клевете, осамнаест Јевреја из Линколна је мучено и погубљено по краљевској наредби због сумње да су умешани у убиство дечака.
- Спроведен је преглед краљевских привилегија, који је укључен у Стотину пописа, попис који се сматра наставком Књиге страшног суда (завршене 1086. године). Стотину пописа касније су завршени са два већа прегледа, 1274/75. и 1279/80. године.
- Готска катедрала у Буржу у централној Француској је завршена (постаће део светске баштине УНЕСКО-а).
- Краљ Србије Стефан Урош I је подигао манастир Сопоћани.
- Град Банска Бистрица (налази се у централној Словачкој) добија општинске привилегије од угарског краља Беле IV.
- Орландо Бонсињори, италијански ситни трговац, формира конзорцијум под називом Гран Тавола („Велики сто“), који постаје најмоћнија банка у западној Европи. Он постаје ексклузивни банкар за депозите прихода Папске државе.